# Henne Kirkeby
Henne Kirkeby is een klein dorp in de Deense regio Zuid-Denemarken, gemeente Varde. De plaats telt 216 inwoners (2008). Het dorp ligt een paar kilometer ten westen van Henne Stationsby.